# Holcopyge pallidicornis
Holcopyge pallidicornis es una especie de coleóptero de la familia Anthicidae.

## Distribución geográfica
Habita en Colombia.